# Штитасте ваши
Штитасте ваши (лат. Coccoidea) су крилати инсекти (Pterygota) из реда Homoptera. To су познати паразити биљака који се размножавају овипарно, ововивипарно и вивипарно, а неке и партеногенетски. 
Први стадијум ларви је са функционалним ногама и покретан је, а каснији стадијуми ларви, као и женке адулти, могу да буду сесилне са редукованим ногама или без ногу, са рилицом забоденом у биљку хранитељку. Одрасли мужјаци су без или са крилима од којих су задња редукована. Код мужјака усни апарат је редукован и не хране се као имаго.
Калифорнијска штитаста ваш (Aspidotus perniciosus) најчешће напада јабуке и крушке и то младе гране и гранчице, а када је велика зараза, налази се и на плодовима. Једна врста ових ваши која живи на кактусима користи се за добијање кармина.